# Strada statale 106 dir Jonica
La strada statale 106 dir Jonica (SS 106 dir), è una strada statale italiana di raccordo tra la strada statale 106 Jonica e l'Autostrada A14, che collega Palagiano alla sua frazione marittima Chiatona, in Puglia. Tutto il tratto è a due corsie per ogni senso di marcia, classificato come strada extraurbana principale, e la maggior parte del tracciato è corredata da viabilità complanare.

## Storia
La strada statale 106 dir venne istituita nel 1953 con il seguente percorso: "Dal bivio presso la stazione di Chiatona all'innesto con la S.S. n. 7 (Palagiano)."
La variante di Palagiano, sormontata da quattro cavalcavia, ha fatto sì che parte del tracciato originario, che attraversava il centro urbano e terminava in un'intersezione oggi rotatoria (il viale Chiatona), per un tracciato di 6,5 km, trasferisse le competenze sul vecchio tratto al comune di Palagiano.

## Percorso
| Jonica |                 |      |           |
| Tipo   | Indicazione     | ↓km↓ | Provincia |
|        | Jonica Chiatona | -1,3 | TA        |
|        | Jonica          | 0,5  | TA        |
|        | Palagiano sud   | 3,8  | TA        |
|        | Via Appia       | 7,0  | TA        |